# Andreas Pilsl
Andreas Pilsl (* 23. Februar 1969) ist ein österreichischer Polizist und seit September 2012 Landespolizeidirektor für Oberösterreich.

## Werdegang
Pilsl begann 1988 nach der Grundausbildung seinen Dienst als Gendarmeriebeamter am Posten in Gallneukirchen. In den Jahren 1993 und 1994 absolvierte er die Grundausbildung zum Leitenden Beamten und wurde im Jänner 1995 zum Leiter des Referats Personal- und Disziplinarwesen im Landesgendarmeriekommando (LGK) Oberösterreich ernannt.
Im Juli 1995 wurde er Bezirksgendarmeriekommandant und Kriminaldienstreferent für den Bezirk Perg, von 1997 bis 2000 war er anschließend Offizier der Einsatzeinheit Oberösterreich.
Im November 2000 wechselte er ins Büro für Interne Angelegenheiten im Innenministerium (BMI) zu dessen Leiter er später aufstieg. Zeitgleich absolvierte er dort einen Führungskräftelehrgang. Im Jahr 2003 wechselte er als stellvertretender Leiter der Kriminalabteilung zurück ins Landesgendarmeriekommando Oberösterreich. Zudem war er von 2003 bis 2006 Referent in den Kabinetten der Innenminister Strasser, Platter und Prokop.
Im September 2006 wurde er zum Landespolizeikommandanten für Oberösterreich bestellt, nachdem er zuvor bereits rund eineinhalb Jahre dessen Stellvertreter war. Im Zuge der Sicherheitsbehörden-Neustrukturierung 2012 wurde er schließlich für vorerst fünf Jahre zum Landespolizeidirektor bestellt. 2017 und 2022 wurde sein Vertrag um jeweils fünf Jahre verlängert.

## Politik
Pilsl ist für die ÖVP im Gemeinderat seiner Heimatgemeinde Grein.

## Privates
Pilsl ist verheiratet und Vater von vier Töchtern. Sein Vater war ebenfalls Gendarm.

## Auszeichnungen
- 1999: Goldene Medaille für Verdienste um die Republik Österreich